# Кюртен
Кюртен (нім. Kürten) — місто в Німеччині, знаходиться в землі Північний Рейн-Вестфалія. Підпорядковується адміністративному округу Кельн. Входить до складу району Райніш-Бергішер.
Площа — 67,5 км2. Населення становить 19 716 ос. (станом на 31 грудня 2020).

## Міста-побратими
- Роденго-Саяно, Італія (1999)

## Галерея

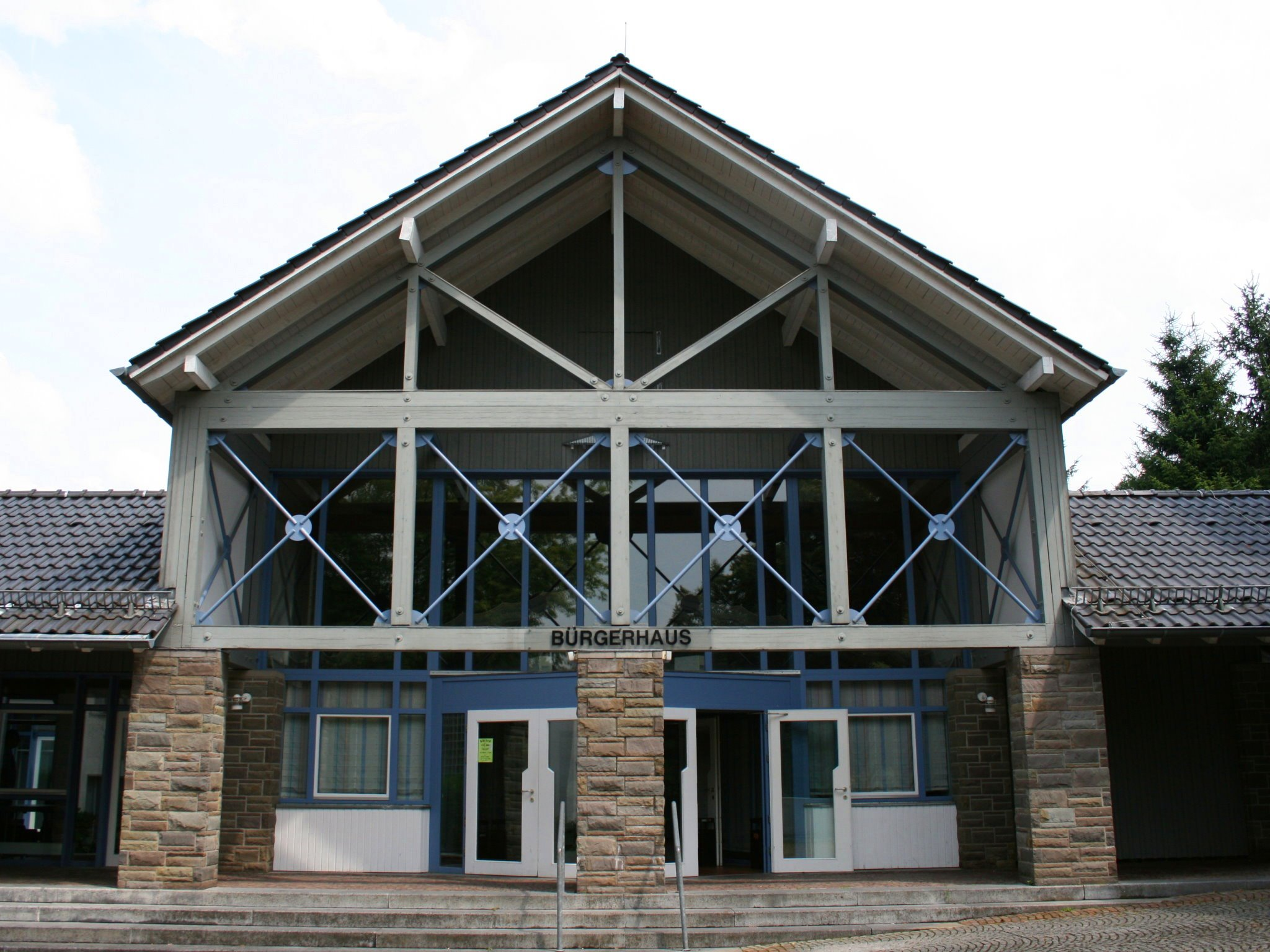
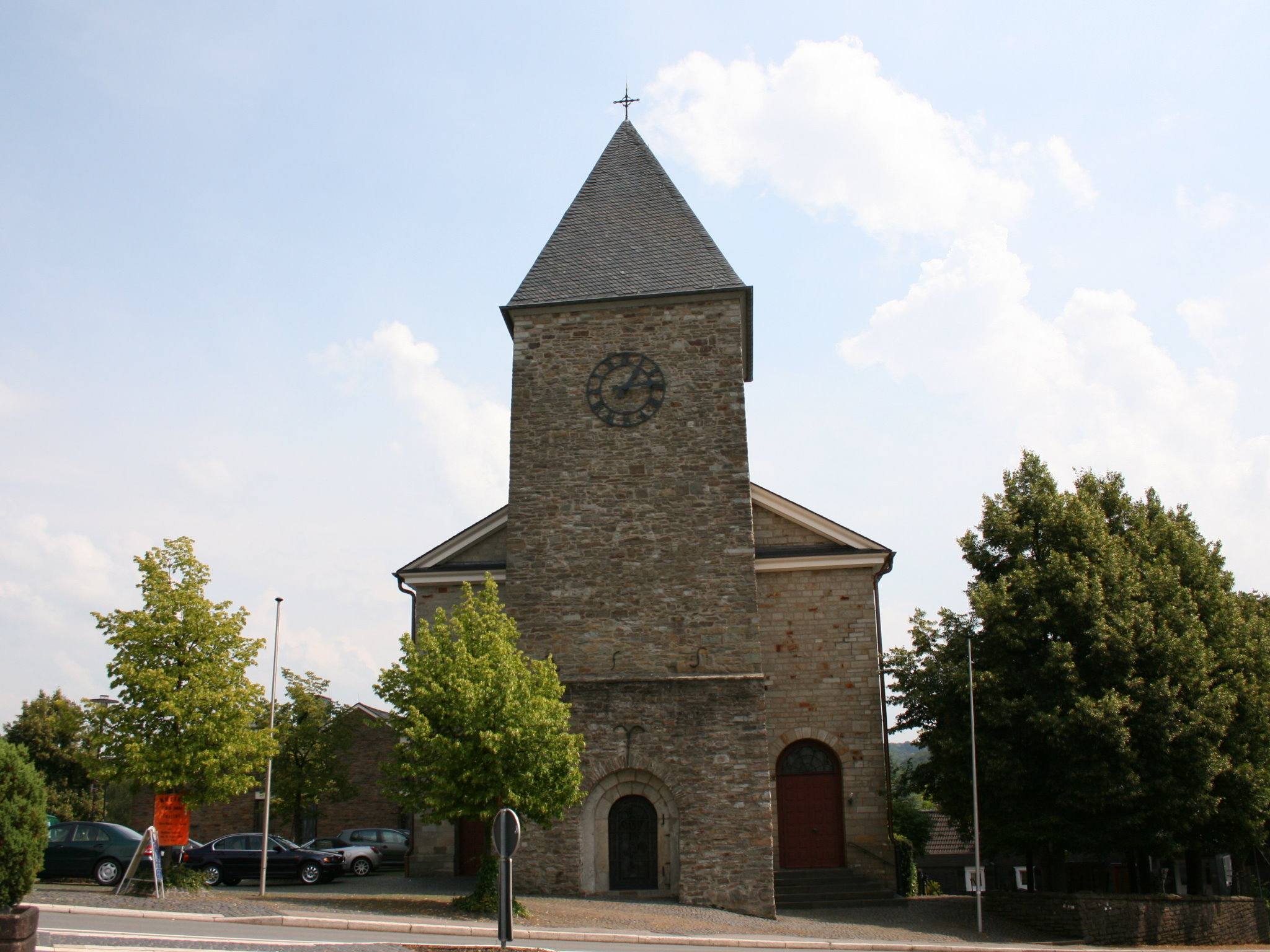
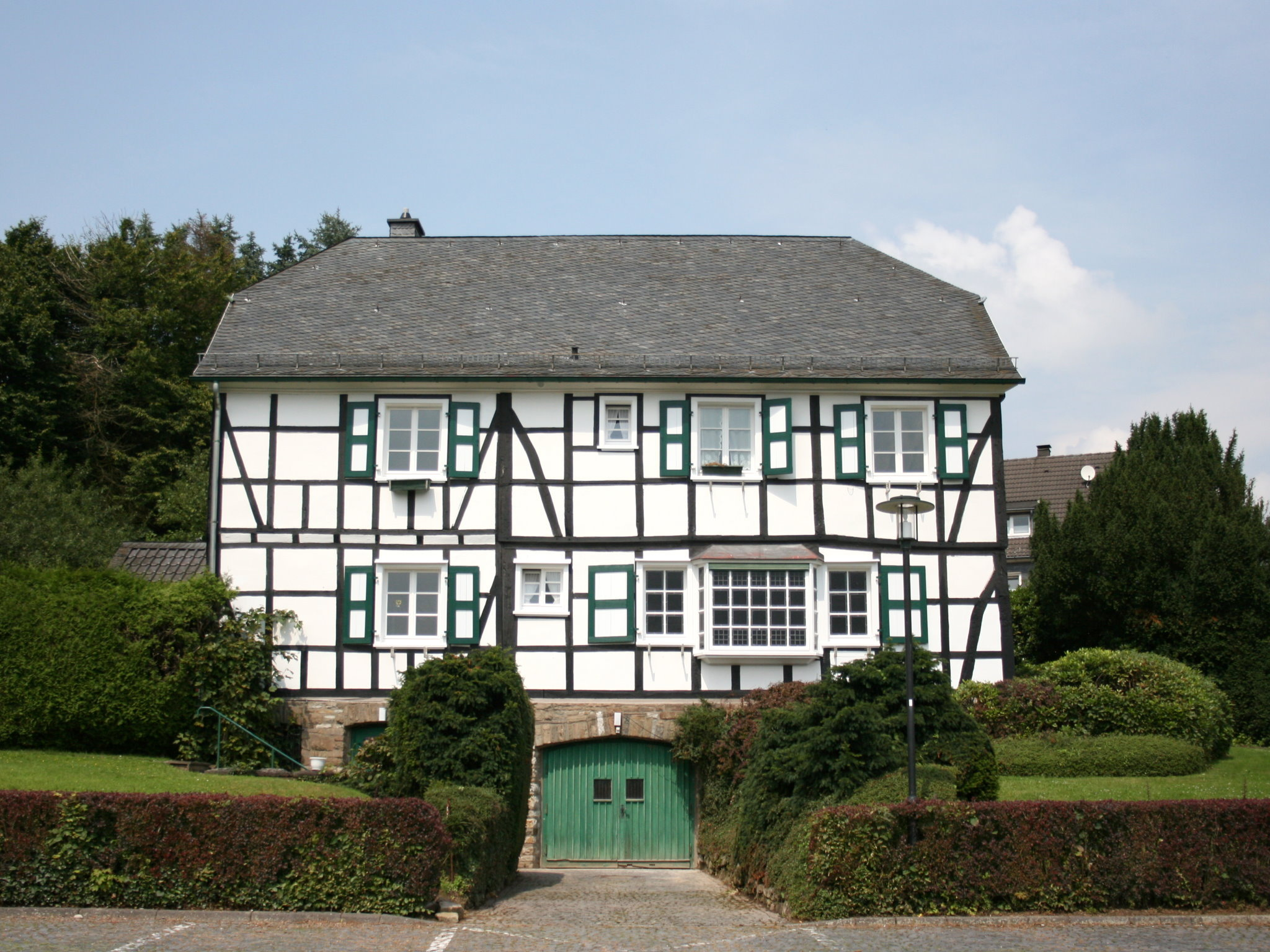
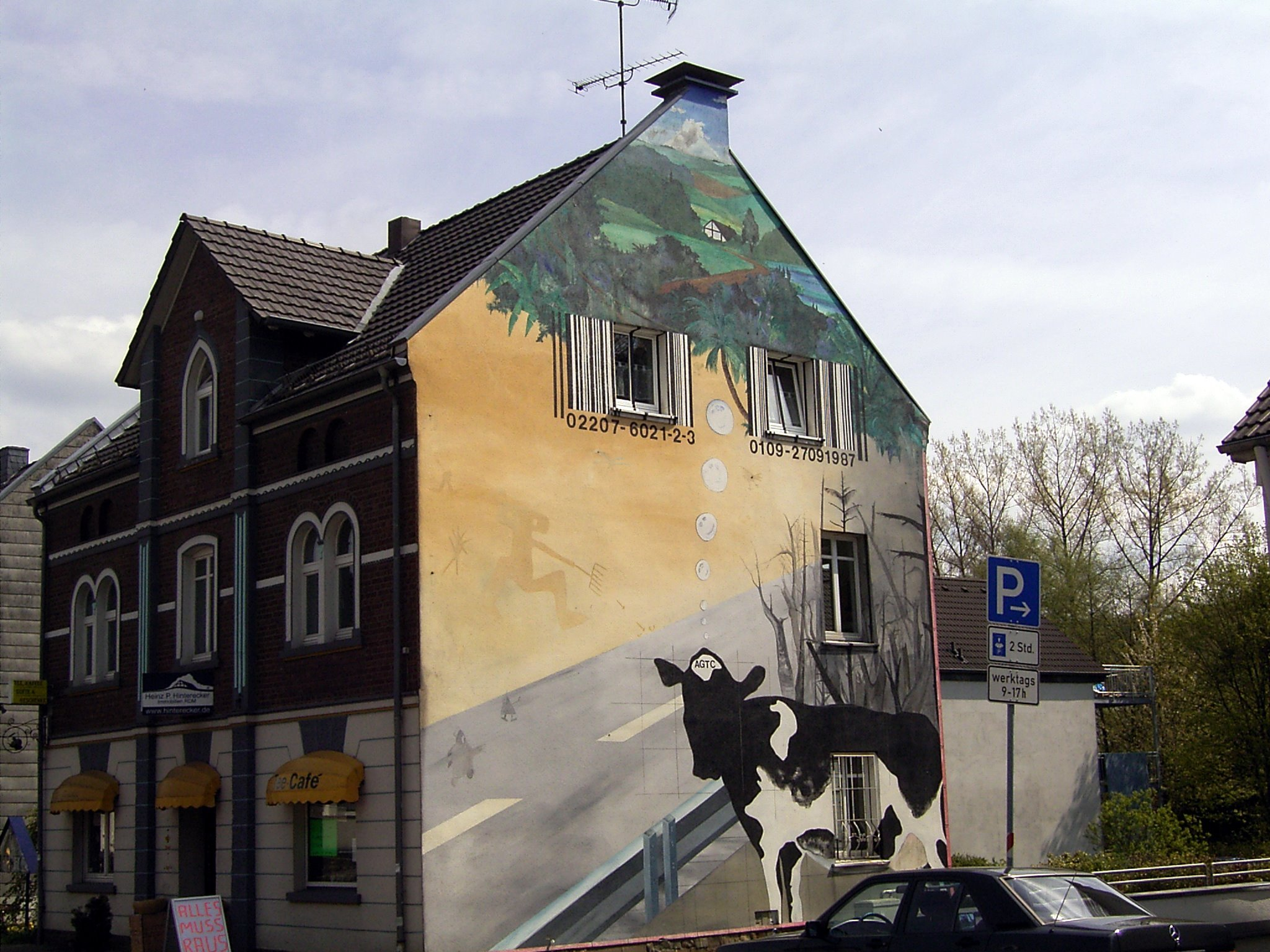
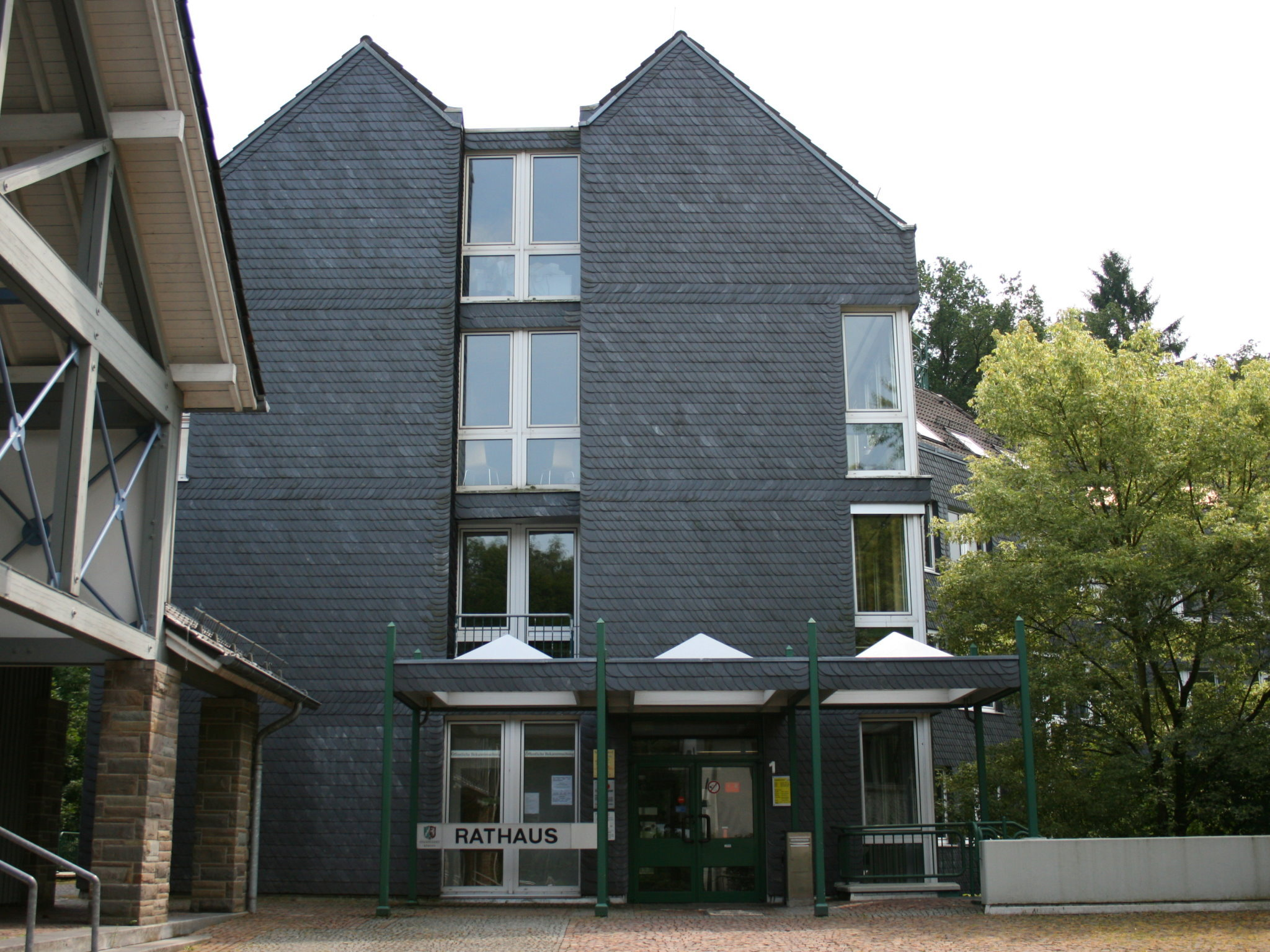
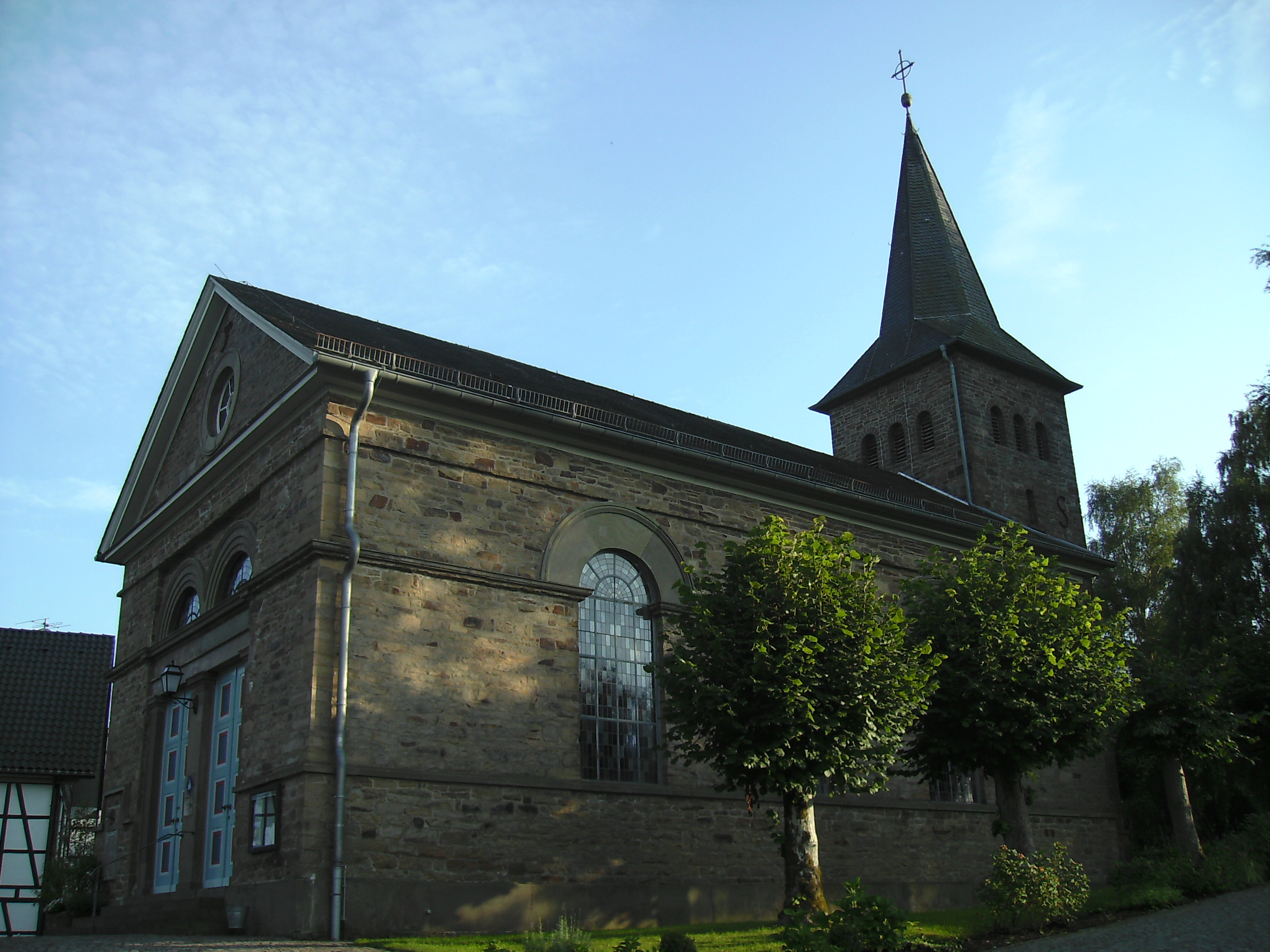